# Captain America (Marvel Cinematic Universe)
Steven Grant Rogers, più comunemente noto come Steve Rogers, è un personaggio interpretato da Chris Evans nel media franchise del Marvel Cinematic Universe (MCU), basato sull'omonimo personaggio di Marvel Comics, e noto anche con il suo alias, Captain America. Rogers è un supersoldato della seconda guerra mondiale, che ha acquisito capacità sovrumane (quali forza, resistenza e velocità superiori) grazie al siero del supersoldato. Durante la sua battaglia contro l'organizzazione segreta di matrice nazista Hydra, rimase congelato nei ghiacci artici per quasi settant'anni prima di essere scongelato nel 21º secolo. Rogers diventa un membro fondatore e leader degli Avengers. A seguito dei conflitti interni tra gli Avengers causati dagli accordi di Sokovia e dal Blip di Thanos, Rogers guida la squadra in una missione finale ripristinando con successo trilioni di vite in tutto l'universo e sconfiggendo Thanos. Dopo aver riportato le Gemme dell'infinito nelle loro linee temporali originali, decide di restare negli anni '40 insieme al suo amore perduto, Peggy Carter, con la quale si sposa. Al suo ritiro, Rogers designa come suo successore Sam Wilson passandogli lo scudo e il titolo di Captain America.
Steve Rogers è uno dei personaggi principali della "Saga dell'infinito", apparendo al 2019 in otto film; alla sua prima apparizione ricevette un'accoglienza mista, ma il suo sviluppo successivo lo ha portato a essere uno dei personaggi più apprezzati. Il personaggio di Steve Rogers è generalmente ritenuto, insieme al Tony Stark di Robert Downey Jr. uno dei fattori fondamentali che ha cementato il successo del MCU; il suo arco narrativo è spesso considerato uno dei migliori del franchise e i film dedicati a Capitan America nella "Saga dell'infinito" sono comunemente indicati come la trilogia migliore.
Versioni alternative di Rogers nel multiverso del MCU fanno la loro comparsa nella serie animata What If...? (2021), doppiate da Josh Keaton. Tra queste versioni, ve ne è una in cui Rogers invece di ricevere il siero indossa un'armatura meccanica e diventa l'Hydra Stomper.

## Biografia del personaggio

### Primi anni
Steve Rogers nacque il 4 luglio 1918 a Brooklyn, New York. Suo padre, membro del 107º reggimento di fanteria, fu ucciso dal gas mostarda durante la prima guerra mondiale; venne allevato da sua madre, infermiera, che morì a sua volta di tubercolosi prestando assistenza ai soldati in guerra, lasciando Steve orfano all'età di diciotto anni. Alto 1,63 metri e con un peso di 41 kg, Rogers era un ragazzo fragile e affetto da una serie di condizioni mediche tra cui asma, scoliosi, aritmia cardiaca, sordità parziale, ulcere allo stomaco e anemia perniciosa. Ciò nonostante, Steve matura un carattere forte dedito alla giustizia e al patriottismo, con una grande volontà di battersi per una causa maggiore. Il suo miglior amico fin dall'infanzia è Bucky Barnes.

### Ruolo di Captain America
Con lo scoppio della seconda guerra mondiale, Rogers tenta ripetutamente di arruolarsi nelle forze armate statunitensi, ma viene respinto a causa dei suoi numerosi problemi di salute. Nel 1942, mentre si trova alla Stark Expo, cerca nuovamente di arruolarsi senza successo. Il dottor Abraham Erskine sente per caso Rogers parlare con Barnes e rimane colpito dal suo desiderio di combattere per la giusta causa, quindi decide di reclutarlo nella Strategic Scientific Reserve (SSR) come parte dell'esperimento del "super-soldato", supervisionato da lui, dal colonnello Chester Phillips e dall'agente britannica Peggy Carter. La notte prima dell'esperimento, Erskine racconta a Rogers la storia di Johann Schmidt e gli spiega di averlo scelto per l'esperimento per i suoi saldi principi morali. Dopo la somministrazione del siero, Rogers viene curato dai suoi problemi di salute, appare più alto e muscoloso. Un assassino dell'Hydra sotto copertura presente all'esperimento uccide Erskine e fugge; Steve da' prova delle sue nuove abilità per inseguirlo e fermarlo, ma l’uomo si suicida con una capsula di cianuro. La morte dello scienziato rende Steve l'unico super-soldato esistente al mondo, pertanto il senatore americano approfitta del clamore mediatico generato dalle azioni di Rogers per fargli girare la nazione sotto lo pseudonimo di "Captain America" a partecipare a spettacoli ed esibizioni, aumentando la frustrazione di Rogers per la sua condizione.
Nel 1943, mentre si trova in tournée in Italia, Steve apprende che l'unità di Barnes è stata catturata dalle forza di Schmidt. Andando contro gli ordini dei suoi superiori, Rogers si fa aiutare da Carter e Howard Stark per andare dietro le linee nemiche e organizza un salvataggio per le truppe, riuscendo a infiltrarsi nella base dell'Hydra e liberare Barnes e altri 400 uomini; in questa occasione si scontra per la prima volta con Schmidt, il quale ha assunto l’identità di Teschio Rosso. In seguito a ciò, Rogers viene formalmente promosso al grado di capitano e recluta una squadra d’élite tra i prigionieri che ha salvato (incluso Barnes) con cui si mobilita per combattere diverse basi dell'Hydra, venendo anche dotato di speciali attrezzature avanzate, la più riconoscibile delle quali è uno scudo circolare in vibranio. Nei due anni successivi, Steve e la sua squadra aiutano a volgere le sorti della guerra a favore degli alleati; durante una missione il gruppo riesce a catturare il dottor Arnim Zola, miglior scienziato dell'Hydra, ma durante l’operazione Barnes cade da un treno e apparentemente muore. Tramite le informazioni carpite da Zola, Rogers guida un assalto all'ultima base dell'Hydra per impedire a Schmidt di usare delle armi di distruzione di massa sulle principali capitali mondiali. Dopo aver rivelato il suo amore a Peggy con un bacio, Rogers insegue Teschio Rosso su un aereo; qui il malvagio nazista svanisce dopo aver cercato di usare il Tesseract. Non potendo far atterrare in sicurezza il velivolo, Steve da’ addio a Peggy tramite il sistema di comunicazione e si schianta nell'artico.

### Era moderna e la battaglia di New York
Nel 2011, Rogers si risveglia in una stanza di ospedale. Fugge rendendosi conto che qualcosa non va e resta scioccato nel trovarsi in una moderna Time Square, dove il direttore dello S.H.I.E.L.D. Nick Fury gli spiega che è rimasto ibernato nel ghiaccio per quasi 70 anni.
Un anno dopo, Rogers sta cercando di adattarsi al mondo moderno affrontando le perdite di gran parte dei suoi conoscenti. Fury lo invita a prendere parte al progetto Avengers per recuperare il Tesseract rubato da Loki e Rogers fa la conoscenza di Natasha Romanoff, Bruce Banner e Phil Coulson. Steve ha uno scontro fisico con Loki a Stoccarda, finché non arriva Tony Stark nei panni di Iron Man a costringere il dio ad arrendersi. Al gruppo si aggiunge il fratellastro di Loki, Thor, ma il gruppo comincia ad avere delle discussioni in merito a come comportarsi con Loki e per le rivelazioni che lo S.H.I.E.L.D. potrebbe voler usare il Tesseract per costruire pericolose armi. Degli agenti di Loki (tra cui un posseduto Clint Barton) giungono sul posto per liberarlo e nella mischia Coulson viene ucciso. L’evento porta gli Avengers a unirsi, quindi la squadra si dirige a New York dove Loki ha aperto un portale nel cielo dando inizio all'invasione degli alieni Chitauri. Rogers guida la difesa della città e Loki viene sconfitto e riportato ad Asgard per essere processato.
Nel periodo successivo a questi eventi, Steve registra degli spot di servizio pubblico che vengono trasmessi nelle scuole superiori e si ricongiunge con un’anziana Peggy Carter.

### Lo smantellamento dell'Hydra e lo scontro con il Soldato d'Inverno
Nel 2014, Rogers continua a cercare di adattarsi alla società moderna e si è stabilito a Washington, D.C. dove lavora per lo S.H.I.E.L.D. sotto il comando di Fury. Lui e Romanoff vengono inviati con una squadra a liberare gli ostaggi di una nave di lancio satellitare dello S.H.I.E.L.D. dirottata da un gruppo terroristico. Durante la missione Rogers scopre che Romanoff è stata incaricata da Fury di prelevare dei dati da un computer e ciò permette al leader dei terroristi di fuggire. Affrontando Fury sull'argomento, Steve viene a sapere che lo S.H.I.E.L.D. sta costruendo degli armamenti segreti volti a eliminare preventivamente delle minacce contro l’America e resta indignato in quanto teme che ciò provocherà la morte di persone innocenti.
Successivamente Fury scopre che lo S.H.I.E.L.D. è compromesso e viene attaccato da un misterioso assassino conosciuto come il Soldato d'Inverno. Riesce a scappare e avvertire Rogers, consegnandogli una chiavetta prima di essere apparentemente ucciso. Steve viene convocato dal funzionario Alexander Pierce e intuisce sia il mandante dei terroristi sulla nave; quando si rifiuta di condividere le informazioni di Fury, Pierce lo marchia come un fuggitivo. Steve è costretto a fuggire e trova aiuto in Romanoff, che lo aiuta a rintracciare un bunker segreto dello S.H.I.E.L.D. dove scoprono un computer in cui è stata conservata la coscienza di Zola. Quest’ultimo rivela di aver insediato l'Hydra nello S.H.I.E.L.D., permettendole di operare segretamente tra i suoi ranghi con l’intento di creare una crisi mondiale che porti l’umanità a sacrificare la sua libertà per la sicurezza.
Rogers e Romanoff reclutano l'ex paracadutista militare Sam Wilson, con cui Steve ha stretto amicizia, per interrogare l'agente dello S.H.I.E.L.D. Jasper Sitwell, in realtà una talpa dell'Hydra, scoprendo che l'organizzazione criminale intende usare delle armi satellitari per eliminare gli individui in tutto il mondo che un algoritmo riconoscerà come una minaccia per l'Hydra. Attaccati dal Soldato d'Inverno, Rogers lo smaschera e scopre che si tratta di Bucky, a sua volta sottoposto al siero del super-soldato e sfruttato come sicario dall'organizzazione dopo avergli fatto il lavaggio del cervello. Steve, Romanoff e Wilson si ricongiungono con Fury, in realtà ancora vivo, e insieme smascherano l’esistenza dell'Hydra causando un conflitto interno nello S.H.I.E.L.D. Dopo aver disabilitato le armi satellitari, Rogers combatte Barnes e gli fa parzialmente tornare la memoria; Bucky salva il vecchio amico dal fiume in cui erano caduti, poi si dà alla fuga. Lo S.H.I.E.L.D. viene smantellato, mentre Rogers e Wilson si mobilitano per trovare Barnes.

### Combattimento con Ultron
Nel 2015, Rogers guida gli Avengers in una base dell'Hydra a Sokovia per recuperare lo scettro di Loki. Qui subiscono l'attacco dei gemelli superdotati Wanda e Pietro Maximoff, ma riescono a recuperare l'oggetto. Tornati a New York, Stark e Banner usano lo scettro per completare un programma di difesa globale ideato da Tony soprannominato "Ultron". Durante una festa celebrativa tra gli eroi, Ultron assume il controllo di alcuni robot di Stark e attacca la squadra prima di fuggire. La squadra affronta il robot e i gemelli a Johannesburg; Wanda usa i suoi poteri su parte del gruppo, incluso Steve, che allucina Peggy Carter. Gli eroi, sconfitti, si rifugiano nella residenza segreta di Barton per riprendersi.
A Seul, Rogers, Romanoff e Barton cercano di impedire a Ultron di spostarsi su un corpo di vibranio sintetico alimentato dalla Gemma della mente (pietra estratta dallo scettro). Rogers combatte Ultron e ottiene l'aiuto dei gemelli Maximoff, i quali hanno scoperto i folli piani del robot malvagio di sterminare l'umanità. Successivamente gli Avengers hanno una disputa sull'uso del corpo in vibranio sintetico, che viene attivato e diventa Visione. Tornati a Sokovia, la squadra combatte e sconfigge Ultron nonostante Pietro Maximoff venga ucciso e la città completamente distrutta. Alla nuova sede degli Avengers, Rogers e Romanoff iniziano ad addestrare i nuovi membri della squadra: Wanda Maximoff, Visione, James Rhodes e Wilson.

### Gli accordi di Sokovia
Nel 2016, Rogers, Romanoff, Maximoff e Wilson fermano lo spietato mercenario Brock Rumlow dal rubare un'arma biologica a Lagos; il criminale cerca di uccidere Steve facendosi esplodere in un attacco suicida, ma Wanda riesce a deviare l’esplosione facendo accidentalmente distruggere un palazzo e causando la morte di alcuni operatori umanitari del Wakanda. L’episodio porta l'ONU a realizzare gli Accordi di Sokovia, un mezzo che permetta alle Nazioni Unite di registrare e controllare le attività degli Avengers. Stark, a causa del suo ruolo nella creazione di Ultron e nella devastazione di Sokovia, decide di supportare la supervisione degli eroi, mentre Rogers è contrario in quanto ritiene che ciò limiterebbe la loro libertà e il loro controllo.
Successivamente Barnes viene incastrato per l'attentato a Vienna che uccide T'Chaka, l'antico re del Wakanda e il padre di T'Challa; Rogers e Wilson rintracciano Bucky a Bucarest per proteggerlo, ma tutti e tre vengono arrestati dalle autorità. Il colonnello Helmut Zemo, responsabile dell'attentato a Vienna, attiva il lavaggio del cervello in Bucky dopo essersi travestito da psichiatra, ma Rogers riesce a farlo tornare in sé e a nasconderlo con Wilson. I tre deducono che Zemo voglia liberare tutti gli altri Soldati d’Inverno ibernati in una base dell'Hydra, quindi ingaggiano Barton, Maximoff e Scott Lang per raggiungerli e fermarli. In Germania, la squadra ha un conflitto violento con gli Avengers guidati da Stark, mandati lì per arrestare e catturare gli eroi ricercati, ma Romanoff si rivolta contro gli alleati permettendo a Rogers e Barnes di fuggire. Stark segue i due e decide di sostenerli avendo capito il subdolo piano di Zemo, ma quest'ultimo gli mostra un filmato che rivela che fu Barnes (come il Soldato d'Inverno) a uccidere i suoi genitori per conto dell'Hydra nel 1991. Infuriato, Stark cerca di uccidere Barnes e Rogers prende le difese dell’amico; dopo uno scontro, Steve disabilita l’armatura di Iron Man e se ne va con Bucky, abbandonando alle sue spalle lo scudo di Captain America. Qualche tempo dopo, manda un messaggio a Stark per scusarsi di quanto avvenuto e gli lascia un cellulare con cui contattarlo in caso di emergenza e libera dalla prigione parte della sua squadra. Dopo aver accompagnato Barnes in Wakanda per farsi curare dalla condizione mentale, Rogers si da’ alla macchia con Romanoff, Wilson e Maximoff in quanto ricercato dalle Nazioni Unite.

### La guerra dell'infinito
Nel 2018, Rogers, Romanoff e Wilson tornano in azione quando salvano Maximoff e Visione in Scozia da due membri dell'Ordine Nero. Si riuniscono con Banner e Rhodes, apprendendo il piano del potente Thanos di sterminare metà della popolazione dell’universo utilizzando le sei Gemme dell'infinito. Il gruppo va in Wakanda per separare la Gemma della mente da Visione senza ucciderlo così da distruggere la pietra. La squadra, insieme a T'Challa e all'esercito del Wakanda, affronta l'Ordine Nero e gli Outriders quando si presenta per ottenere la Gemma della mente, e ottiene supporto con l'arrivo di Thor, Rocket e Groot. Il Titano Pazzo si palesa e Rogers è tra gli eroi quello che riesce maggiormente a tenergli testa, ma, nonostante gli sforzi della squadra, Thanos uccide Visione e completa il Guanto dell'Infinito, sterminando metà della popolazione dell’universo. Rogers sopravvive al Blip e assiste alla scomparsa di Bucky.
Successivamente si presenta sulla Terra Carol Danvers, chiamata da Fury poco prima che si dissolvesse. Danvers salva dallo spazio Stark e Nebula, dopodiché parte degli eroi superstiti si mobilita per raggiungere Thanos. Scoprono tuttavia che ha distrutto le Gemme per impedire l’annullamento delle sue azioni e subito dopo Thor uccide il titano per la rabbia.
Nei cinque anni successivi, Rogers crea un gruppo di supporto a New York per aiutare i familiari e amici delle persone scomparse. Con la ricomparsa di Lang, intrappolato per tutto quel tempo nel regno quantico, Rogers e Romanoff ideano il piano di usare il Regno quantico per viaggiare nel tempo e recuperare le Gemme dell’infinito dal passato. Reclutano per la loro causa anche Banner, Barton, Thor, Rocket, Nebula, Rhodes e Stark; quest’ultimo, dopo un’iniziale riluttanza, si riappacifica definitivamente con Rogers. Steve, Tony e Lang tornano nel 2012 per recuperare le Gemme della mente e dello spazio e Rogers combatte con la versione di sé stesso di quell’anno per ottenere la Gemma della mente. A causa di un errore, Rogers e Stark devono tornare ulteriormente indietro nel tempo, negli anni settanta, per rubare il Tesseract, e qui Rogers ha modo di vedere nuovamente Peggy Carter. Al termine della missione gli eroi fanno ritorno nel presente, tranne Romanoff che si sacrifica su Vormir nel 2014 per ottenere la Gemma dell’anima. Dopo aver ricomposto un guanto con le Gemme, Banner le usa per invertire il Blip, ma subito dopo arriva la versione di Thanos del 2014 con il suo esercito che attacca la base.
Rogers, Stark e Thor combattono insieme Thanos e Steve si dimostra degno di brandire il martello mistico Mjolnir. Dopo che il titano li ha abbattuti, Rogers si rialza nuovamente preparandosi a fronteggiare da solo Thanos e il suo esercito; tuttavia, in quel momento si palesano tutti gli alleati degli eroi (tra cui quelli tornati in vita) che danno il via a uno scontro finale. Stark si sacrifica usando le Gemme per far dissolvere gli avversari e Steve assiste agli ultimi istanti di vita del compagno. Dopo il funerale di Tony, Rogers saluta Wilson e Bucky prima di tornare indietro nel tempo per restituire le Gemme dell’infinito e decide di rimanere nel 1949 per ricongiungersi con Carter, sposandosi e vivendo con lei. Nel presente appare come un uomo anziano finalmente sereno che dona a Sam il suo scudo designandolo come prossimo Captain America.

### Eredità
Sei mesi dopo il Blip, Wilson combatte con l'idea di dover prendere il ruolo di Rogers come Captain America e decide di dare lo scudo al governo statunitense affinché possa esporlo in un'esposizione dedicata a Rogers al museo della Smithsonian Institution. Joaquin Torres spiega a Wilson che il destino di Rogers è diventato oggetto di diverse teorie del complotto su Internet, tra cui una secondo cui si troverebbe su una base segreta sulla Luna. Il governo nomina poi John Walker come nuovo Captain America. Dopo numerose vicissitudini, tra cui il confronto con il supersoldato Isaiah Bradley (tenuto segreto in quanto afroamericano), Wilson recupera lo scudo e assume il ruolo di nuovo Captain America.
Quando gli Eterni si riuniscono, riflettono su chi guiderà gli Avengers ora che Rogers e Tony Stark se ne sono andati entrambi. Ikaris esprime la convinzione di poter guidare la squadra, ma Gilgamesh rifiuta l'idea.
Nel 2024, la statua della Libertà viene modificata e sottoposta a lavori per sostituire la torcia con lo scudo di Captain America in onore di Rogers. Tuttavia, la nuova statua viene danneggiata da Norman Osborn durante una battaglia che coinvolge Peter Parker e due varianti di sé stesso provenienti da realtà alternative (soprannominate "Peter-Due" e "Peter-Tre"). Inoltre, una produzione del Broadway theatre intitolata Rogers: The Musical viene creata in omaggio a Rogers. Mentre Clint Barton è a New York, assiste al musical insieme alla sua famiglia ed è scontento della rappresentazione della battaglia di New York del musical. Successivamente, visita una targa commemorativa del primo raduno degli Avengers, e, in qualità di leader, il nome di Rogers è in cima al memoriale.

## Versioni alternative

### Loki
Nella quinta puntata della serie televisiva Loki, una variante di Loki si vanta di essere riuscito a sconfiggere Captain America nel suo universo.

### What If...?
Nella serie animata What If...? appaiono diverse varianti di Rogers:
- In un 1943 alternativo, Steve viene ferito dall’agente dell’Hydra prima di poter assumere il siero del super soldato; pertanto è Peggy Carter a sottoporsi preventivamente all’esperimento. Con il supporto morale di Rogers e Howard Stark, Carter diventa nota come Captain Carter e Rogers ha modo di combattere al suo fianco tramite una speciale armatura costruita da Stark chiamata Hydra Stomper. Durante una missione, Rogers viene catturato dall'Hydra e creduto morto; successivamente è liberato e partecipa allo scontro con una creatura dimensionale liberata da Teschio Rosso, ma è costretto ad assistere alla scomparsa di Carter che si sacrifica per respingere il mostro nel portale. Settant'anni dopo, durante un'incursione su una nave dello S.H.I.E.L.D. dirottata da terroristi, Carter e Natasha Romanoff scoprono l'Hydra Stomper conservata in una stanza con una persona all'interno, facendo intendere che Steve sia in qualche modo sopravvissuto fino ai giorni nostri.
- In un 2010 alternativo, Rogers viene ritrovato ibernato nel ghiaccio da Fury; è l’unico dei sei Avengers originali a sopravvivere, in quanto un vendicativo Hank Pym uccide gli altri potenziali membri della squadra prima che l’iniziativa Avengers possa attivarsi. Lui e Captain Marvel fanno parte di una nuova formazione di Avengers che combattono gli asgardiani, i quali hanno conquistato la Terra guidati da Loki. A loro si unisce successivamente la Natasha Romanoff di un altro universo, giunta lì grazie all'Osservatore.
- In un 2018 alternativo, Rogers guida gli Avengers a San Francisco per fermare un’epidemia zombi, ma viene contagiato al suo arrivo da Hank Pym. Successivamente divora e contagia Sharon Carter prima di essere sconfitto da Bucky che gli ruba lo scudo e lo taglia in due.
- In un 2015 alternativo, Ultron riesce con successo a caricare la sua coscienza nel corpo in vibranio di Visione e uccide Steve insieme a Stark, Thor e Banner prima di iniziare la sua campagna di distruzione nell'universo.
- Durante lo scontro tra l'Osservatore e Infinity Ultron nel multiverso, si vede un universo in cui Rogers è stato eletto Presidente degli Stati Uniti.

## Caratterizzazione

### Aspetto ed equipaggiamento
La costumista Anna B. Sheppard ha basato l’uniforme di Captain America nel primo film su quella dei paracadutisti degli anni quaranta; le cinghie del suo costume richiamano l’attrezzatura usata nella guerra in Vietnam, il tutto per farlo apparire un soldato capace e resistente. Nel film The Avengers la sua tuta è stata modificata per risultare più supereroistica su richiesta del regista Joss Whedon. La costumista Alexandra Byrne ha affermato che la differenze risiede nei tessuti elastici disponibili ai tempi moderni rispetto agli anni quaranta, definendo il design più “tecnicamente difficile” tra i costumi degli Avengers.
Per Captain America: The Winter Soldier, Evans si è allenato nel parkour, jiu-jitsu brasiliano, karate, boxe, kickboxing e ginnastica, in quanto i fratelli Russo ritenevano che Rogers avesse studiato per padroneggiare tecniche di combattimento moderne nel presente. Lo scudo è stato modificato per essere utilizzato come arma più offensiva rispetto a prima, quando veniva usato solo per la difesa. Per Avengers: Age of Ultron, Evans ha affermato di essersi mantenuto in forma fisica allenandosi fino a un’ora al giorno; non volendo risultare meno abile di The Winter Soldier, si assicurò di mostrare che lo stile di combattimento di Rogers avanzassero nei film, rappresentando “una costante dimostrazione di forza” e usando a proprio vantaggio l’ambiente circostante. L’allenamento di Evans per il ruolo includeva sollevamento pesi, ginnastica e pliometria, oltre che a una ricca dieta a base di proteine. Per Civil War il costume ricevette sottili modifiche nel design e nel colore. In Infinity War, Rogers indossa degli speciali guanti in vibranio realizzati da Shuri al posto del suo scudo tradizionale.
Nel suo abbigliamento civile, per tutta la serie Rogers utilizza “un look di basso profilo, basato su abiti molto semplici che messi insieme funzionano”. Nella sua prima apparizione post-siero, Rogers indossa “una camicia bianca devastantemente attillata e pantaloni kaki in puro stile americano”, mentre in The Avengers appare più sofisticato. La costumista Judianna Makovsky ha descritto Steve “sempre più a suo agio nei suoi vestiti” riferendosi alla sua evoluzione della moda tra The Winter Soldier e Civil War. Un articolo ha criticato l’eccessiva semplicità dell’abbigliamento di Rogers nel corso della serie.
Ne Il primo Vendicatore, Rogers usa una motocicletta WLA del 1942 per combattere l’Hydra nella seconda guerra mondiale. Nei film successivi tale modello è esposto alla mostra dedicata a Captain America al National Air and Space Museum. In The Avengers usa una Softail Slim per spostarsi a New York, mentre in The Winter Soldier utilizza un modello Street 750. In altre occasioni viene visto a cavallo di altri modelli come il Breakout, il V-Rod e il Softail Slim S.

### Personalità
All’inizio della storia in Il Primo Vendicatore, Rogers è un giovane di fragile costituzione che viene potenziato al picco delle capacità umane tramite un siero sperimentale per assistere gli Stati Uniti nella seconda guerra mondiale. Evans ha riconosciuto che batterebbe ogni record alle Olimpiadi ma il suo non essere invincibile lo porta a essere umanizzato e permette agli spettatori di relazionarsi con lui.
Evans ha ritenuto che Rogers fosse molto più “cupo” in The Avengers a causa dello shock nel trovarsi nel mondo moderno con tutti i suoi conoscenti morti, cercando di trovare con esso un nuovo equilibrio. Riguardo alla dinamica tra Rogers e Tony Stark, l’ha descritta come “una dicotomia” divertente da guardare a causa dei caratteri agli antipodi dei due personaggi che devono collaborare. Momento chiave del film è quando Stark, fino ad allora sprezzante nei confronti di Rogers, lo riconosce come leader della squadra appena unitasi. L’adattamento del personaggio al mondo moderno è un punto essenziale per la costruzione di Rogers anche in Captain America: The Winter Soldier a causa dei cambiamenti del mondo circostante e allo sfumarsi delle differenze tra chi ha ragione e chi ha torto.
In Age of Ultron, dopo la caduta dello S.H.I.E.L.D., Rogers è diventato il leader degli Avengers e dipende dai suoi compagni di squadra essendo stato privato della vita militare, cercando di capire chi sia davvero come Steve Rogers oltre che come Captain America. In Civil War, Rogers diventa il leader della fazione degli Avengers che si oppone alla firma degli Accordi di Sokovia. Anthony Russo disse, riguardo all’evoluzione di Rogers nel film, che è passato dall’essere l’individuo più puro della squadra a “un propagandista eccessivamente volenteroso” e a “un ribelle”. A differenza dei fumetti, Rogers non viene ucciso durante la guerra civile in quanto i registi trovarono più interessante lasciare il finale aperto affinché rimanesse in sospeso la questione della spaccatura tra gli Avengers.
Il regista Joe Russo affermò che, dopo gli eventi di Civil War, Rogers si trova in conflitto tra i propri valori e il senso di responsabilità che nutre verso gli altri. In Infinity War, il personaggio incarna lo “spirito” della sua identità fumettistica alternativa Nomad. Una bozza originale del film vedeva Rogers fare la sua prima apparizione solo nel terzo atto, salvando Visione da Gamma Corvi in Wakanda; tuttavia, fu definito “da pazzi” attendere tanto tempo per introdurre Steve e in generale si considerò l’approccio insoddisfacente.
In Endgame, Christopher Markus ritenne che Rogers giunge a “una sorta di illuminazione sul proprio interesse personale”. Lui e McFeely erano consapevoli che Steve avrebbe avuto il ballo promesso a Carter nel film Il primo Vendicatore e riconobbero che non l’avrebbero mai ucciso, in quanto Rogers ha sempre messo il suo dovere prima del benessere personale e la conclusione più giusta del suo arco narrativo sarebbe stato un meritato riposo.

## Concezione e sviluppo
Capitan America nacque come personaggio fumettistico nel 1940, come risposta diretta alle azioni militari della Germania nazista prima che gli Stati Uniti entrassero nella seconda guerra mondiale. L’iniziale introduzione del personaggio mostrava un soldato di nome Steve Rogers a cui veniva somministrato un siero che conferiva maggiore forza e agilità; egli iniziava a combattere i nazisti con indosso una divisa patriottica e uno scudo i cui colori richiamavano la bandiera americana, assistito dall'adolescente Bucky Barnes. Negli anni sessanta la Marvel decise di provare a riutilizzare il personaggio come membro dei Vendicatori, utilizzando la scusa che fosse rimasto congelato nei ghiacci per i due decenni successivi alla guerra e che fosse “perseguitato dai ricordi del passato mentre cerca di adattarsi alla società moderna”. Pochi anni dopo la sua creazione ebbero inizio le apparizioni live action del personaggio in serie televisive e film; una pellicola del 1990 fu un fallimento critico e finanziario.
A metà degli anni 2000, Kevin Feige si rese conto che la Marvel possedeva ancora i diritti su metà dei membri principali dei Vendicatori, tra cui Capitan America. Feige (“fanboy” autoproclamato), desiderava creare un universo condiviso come i fumettisti Stan Lee e Jack Kirby fecero con le loro opere nei primi anni sessanta. Nel 2005, la Marvel ricevette un investimento di 525 milioni di dollari da Merrill Lynch; tale somma le permise di produrre dieci film indipendenti, tra cui uno su Capitan America. La Paramount Pictures accettò di distribuirli.
Originariamente il film avrebbe dovuto essere uno stand alone; Feige disse che circa metà sarebbe stato ambientato durante la seconda guerra mondiale prima di passare ai tempi moderni. Il produttore Avi Arad dichiarò che la più grande opportunità con Capitan America era mostrare un uomo “fuori dal tempo” giungere ai giorni nostri e guardare il mondo attraverso i suoi occhi per valutare la situazione attuale. Citò come influenza la trilogia di Ritorno al Futuro e affermò di avere in mente un eventuale attore per il ruolo e un potenziale regista. Nel 2006 si sperava di far uscire il film per l’estate del 2008; nell’aprile dello stesso anno fu assunto come sceneggiatore David Self. Joe Johnston accettò successivamente di dirigere il film e assunse Christopher Markus e Stephen McFeely per riscrivere la sceneggiatura.
Nel 2010 fu riportato che Chris Evans era stato scelto per il ruolo di Steve Rogers / Captain America; furono presi in considerazione Ryan Phillippe e John Krasinski. Evans, che in precedenza aveva già lavorato con la Marvel nel ruolo della Torcia Umana nei due film sui Fantastici Quattro, rifiutò per tre volte la parte prima di firmare un contratto per sei film, riconoscendo le potenzialità del personaggio. Ad aprile venne riferito che Joss Whedon avrebbe riscritto la sceneggiatura come parte della sua negoziazione per scrivere e dirigere The Avengers, così da poter creare un maggior sviluppo del personaggio e delle connessioni per il futuro.

## Differenze dai fumetti
La storia delle origini di Captain America segue piuttosto fedelmente quella dei fumetti, in particolar modo la versione di Ultimate Marvel per alcuni elementi (come l’essere cresciuto a Brooklyn e l’avere Bucky come miglior amico dall’infanzia piuttosto che conoscerlo in seguito per assumerlo come giovane spalla). Nei film Rogers è un membro fondatore degli Avengers, mentre nei fumetti si aggiunge alla squadra dopo che il gruppo di eroi lo scongela dal ghiaccio. La controparte cartacea viene uccisa durante gli eventi della guerra civile e ciò porta Bucky Barnes a diventare il nuovo Capitan America. Nei film questo non avviene e Rogers passa personalmente il ruolo di Captain America a Sam Wilson in Endgame. Nei fumetti Wilson assume tale identità nel 2014, quando Rogers invecchia improvvisamente in modo accelerato fino a raggiungere novant’anni.

## Accoglienza
L’interpretazione di Evans è stata ben accolta da fan e critici. Roger Moore dell'Orlando Sentinel ha recensito positivamente la performance dell’attore, affermando che Evans porta una “serietà adeguata” al personaggio. Roger Ebert descrisse Steve Rogers come un eroe a cui il pubblico si sente legato e dotato di una certa profondità. Riguardo a Endgame, Joe Morgenstern del Wall Street Journal lodò sia l'attore che il personaggio, descritto come “simpatico” e “il leader naturale degli Avengers”.
Più critico fu Peter DeBruge del Variety, che ritenne Captain America il più “semplice” degli eroi Marvel e giudicò “impossibile preoccuparsi per lui” a causa della sua rapida capacità di guarigione in un confronto fisico.
Nel 2015, la rivista Empire ha nominato Captain America il 46° personaggio cinematografico più grande di tutti i tempi.
In un’intervista del 2017 con Vanity Fair, il presidente dei Marvel Studios Kevin Feige lodò Chris Evans nella sua interpretazione di Steve Rogers, confrontando la prova attoriale con quella del Superman di Christopher Reeve anche per le somiglianze tra i due personaggi.
L’ultima battuta di Steve Rogers in Endgame, “No non credo che lo farò” (No, I don’t think I will) è diventata oggetto di diversi meme su Internet.

### Riconoscimenti
Per l'interpretazione, Evans ha vinto diversi premi, oltre a ricevere numerose candidature.
| Anno | Opera                                  | Premio                 | Categoria                                 | Risultato | Riferimenti |
| ---- | -------------------------------------- | ---------------------- | ----------------------------------------- | --------- | ----------- |
| 2011 | Captain America - Il primo Vendicatore | Teen Choice Awards     | Miglior attore in un film d'estate        | Candidato | [ 67 ]      |
| 2011 | Captain America - Il primo Vendicatore | Scream Awards          | Miglior attore in un film di fantascienza | Candidato | [ 68 ]      |
| 2011 | Captain America - Il primo Vendicatore | Scream Awards          | Miglior supereroe                         | Vincitore | [ 68 ]      |
| 2011 | Captain America - Il primo Vendicatore | Scream Awards          | Scena di combattimento dell'anno          | Candidato | [ 68 ]      |
| 2012 | Captain America - Il primo Vendicatore | People's Choice Awards | Supereroe preferito                       | Candidato | [ 69 ]      |
| 2012 | Captain America - Il primo Vendicatore | MTV Movie Awards       | Miglior eroe                              | Candidato | [ 70 ]      |
| 2012 | Captain America - Il primo Vendicatore | Saturn Awards          | Miglior attore                            | Candidato | [ 71 ]      |
| 2012 | The Avengers                           | Teen Choice Awards     | Miglior scene stealer maschile            | Candidato | [ 72 ]      |
| 2013 | The Avengers                           | People's Choice Awards | Star preferita in un film d'azione        | Candidato | [ 73 ]      |
| 2013 | The Avengers                           | People's Choice Awards | Supereroe preferito cinematografico       | Candidato | [ 73 ]      |
| 2013 | The Avengers                           | MTV Movie Awards       | Miglior combattimento                     | Vincitore | [ 74 ]      |
| 2014 | Captain America: The Winter Soldier    | Teen Choice Awards     | Miglior attore di film sci-fi / fantasy   | Candidato | [ 75 ]      |
| 2014 | Captain America: The Winter Soldier    | Teen Choice Awards     | Miglior intesa                            | Candidato | [ 75 ]      |
| 2014 | Captain America: The Winter Soldier    | Teen Choice Awards     | Miglior bacio                             | Candidato | [ 75 ]      |
| 2014 | Captain America: The Winter Soldier    | Young Hollywood Awards | Super supereroe                           | Candidato | [ 76 ]      |
| 2015 | Captain America: The Winter Soldier    | Critics' Choice Awards | Miglior attore in un film d'azione        | Candidato | [ 77 ]      |
| 2015 | Captain America: The Winter Soldier    | People's Choice Awards | Coppia preferita in un film               | Candidato | [ 78 ]      |
| 2015 | Captain America: The Winter Soldier    | People's Choice Awards | Attore preferito in un film d'azione      | Vincitore | [ 78 ]      |
| 2015 | Captain America: The Winter Soldier    | Saturn Awards          | Miglior attore                            | Candidato | [ 79 ]      |
| 2015 | Captain America: The Winter Soldier    | MTV Movie Awards       | Miglior combattimento                     | Candidato | [ 80 ]      |
| 2015 | Captain America: The Winter Soldier    | MTV Movie Awards       | Miglior bacio                             | Candidato | [ 80 ]      |
| 2015 | Avengers: Age of Ultron                | Teen Choice Awards     | Miglior ruba-scena in un film             | Vincitore | [ 81 ]      |
| 2016 | Avengers: Age of Ultron                | Kids' Choice Awards    | Miglior attore cinematografico            | Candidato | [ 82 ]      |
| 2016 | Avengers: Age of Ultron                | MTV Movie Awards       | Miglior eroe                              | Candidato | [ 83 ]      |
| 2016 | Captain America: Civil War             | Teen Choice Awards     | Miglior attore in un film sci-fi/fantasy  | Vincitore | [ 84 ]      |
| 2016 | Captain America: Civil War             | Teen Choice Awards     | Miglior intesa in un film                 | Candidato | [ 85 ]      |
| 2016 | Captain America: Civil War             | Teen Choice Awards     | Miglior bacio in un film                  | Candidato | [ 85 ]      |
| 2016 | Captain America: Civil War             | Critics' Choice Awards | Miglior attore in un film d'azione        | Candidato | [ 86 ]      |
| 2017 | Captain America: Civil War             | People's Choice Awards | Attore preferito in un film d'azione      | Candidato | [ 87 ]      |
| 2017 | Captain America: Civil War             | Kids' Choice Awards    | Miglior attore                            | Candidato | [ 88 ]      |
| 2017 | Captain America: Civil War             | Kids' Choice Awards    | Miglior attore "degno di nota"            | Vincitore | [ 88 ]      |
| 2017 | Captain America: Civil War             | Kids' Choice Awards    | Migliori amici-nemici                     | Candidato | [ 88 ]      |
| 2017 | Captain America: Civil War             | Kids' Choice Awards    | #Squad                                    | Candidato | [ 88 ]      |
| 2017 | Captain America: Civil War             | Saturn Awards          | Miglior attore                            | Candidato | [ 89 ]      |
| 2018 | Avengers: Infinity War                 | Teen Choice Awards     | Miglior attore in un film d'azione        | Candidato | [ 90 ]      |
| 2019 | Avengers: Infinity War                 | Kids' Choice Awards    | Miglior attore                            | Candidato | [ 91 ]      |
| 2019 | Avengers: Infinity War                 | Kids' Choice Awards    | Miglior supereroe                         | Candidato | [ 91 ]      |
| 2019 | Avengers: Endgame                      | MTV Movie & TV Awards  | Miglior combattimento                     | Candidato | [ 92 ]      |
| 2019 | Avengers: Endgame                      | Teen Choice Awards     | Miglior attore in un film d'azione        | Candidato | [ 93 ]      |
| 2019 | Avengers: Endgame                      | Saturn Awards          | Miglior attore                            | Candidato | [ 94 ]      |
| 2019 | Avengers: Endgame                      | People's Choice Awards | Star in un film d'azione del 2019         | Candidato | [ 95 ]      |
| 2020 | Avengers: Endgame                      | Kids' Choice Awards    | Miglior attore                            | Candidato | [ 96 ]      |